# 육보
육보(肉譜)는 악기 소리와 비슷한 발음을 따서 음높이 또는 연주법을 나타내는 기보법이다. 고려 때부터 쓰여 왔고 고악보에서 많이 찾아 볼 수 있다. 육보는 본래 악기소리를 구음으로 부르던 것이 굳어진 것으로 각 악기마다 발음이 다르다. 육보는 악기구조 및 연주법에 따라 같은 음을 이름을 달리하여 부르기도 하고 다른 음을 같이 부르기도 하므로 복잡하지만 구음으로 외우기 쉬워서 오늘날에도 많이 쓰이고 있다. 따라서, 육보는 악기와 같이 배우는 것이 좋다.